# Marisol Nichols
Pour les articles homonymes, voir Nichols.
Marisol Nichols est une actrice américaine née le 2 novembre 1973 à Chicago. Elle est connue pour son rôle de directrice-adjointe de la Cellule Anti-Terroriste, Nadia Yassir dans la saison 6 de 24 heures chrono. Elle a eu des rôles récurrents dans des séries telles que Charmed, Friends, Blind Justice, Cold Case : Affaires classées, Nip/Tuck, ou encore Riverdale.
Sa voix française récurrente est la comédienne : Nathalie Karsenti.

## Biographie
Née le 2 novembre 1973 à Chicago, elle grandit dans le secteur de Rogers Park. Ses parents sont d'origine roumaine, hongroise et mexicaine, elle a deux frères cadets. À 12 ans, elle consomme déjà de la drogue et de l'alcool, et cessera enfin d'en consommer à 17 ans. Elle est une militante active du Criminion, une organisation internationale et bénévole qui est affiliée à l'Église de scientologie et qui « réadapte » les gens en prison. C'est son chiropraticien qui lui a ouvert la porte à la scientologie [réf. nécessaire]. Elle réside actuellement à Los Angeles, en Californie.

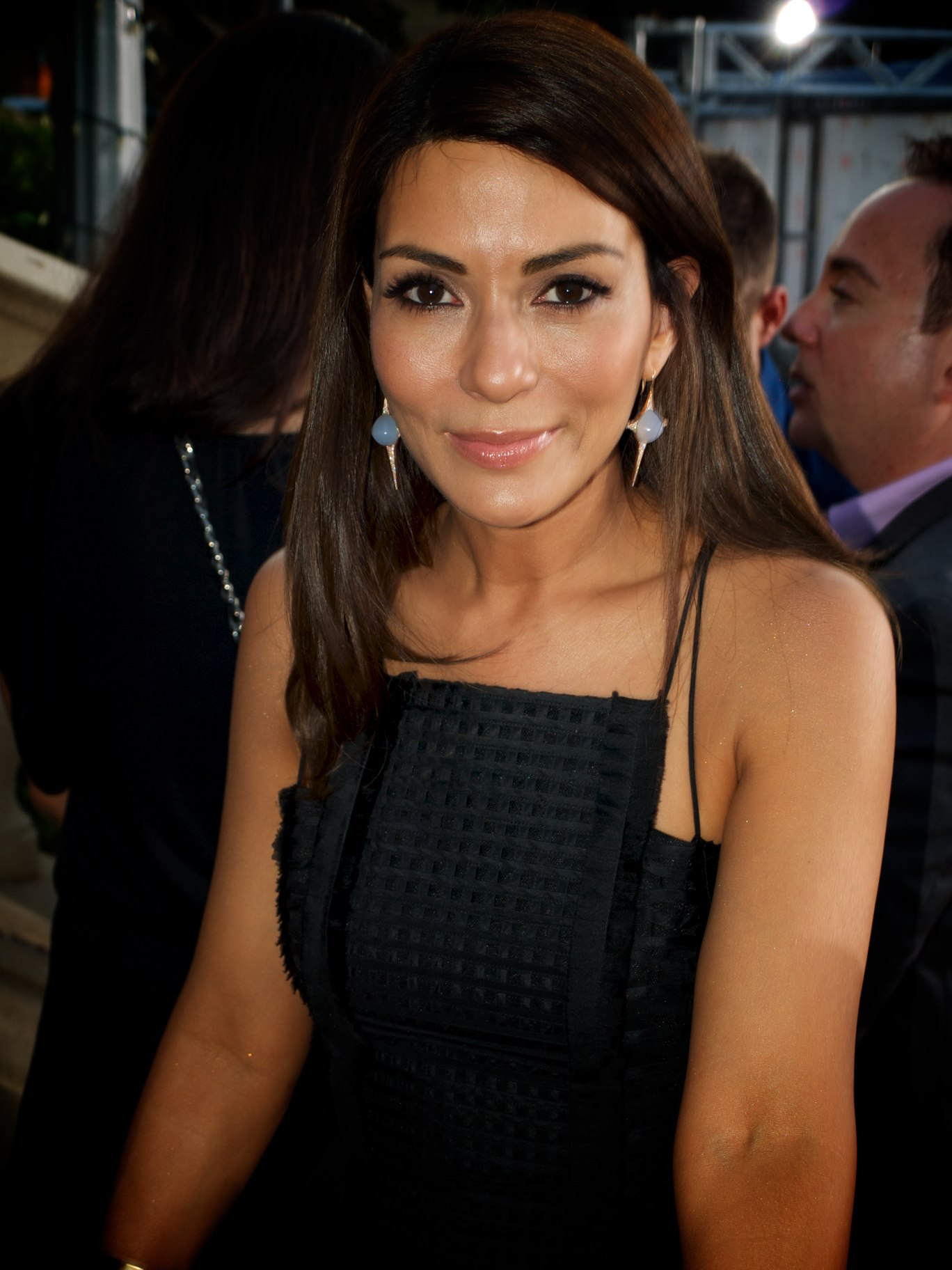
L’actrice en 2012.

En 2015, elle a fondé une organisation qui lutte contre la traite des êtres humains.
Elle est une fan de football américain. Elle a annoncé sur son site Internet que son équipe préférée est celle de sa ville de naissance, les Bears de Chicago.

### Carrière
En 2016, elle rejoint le casting de la série Riverdale basée sur les personnages d'Archie Comics dans laquelle elle joue le rôle de Hermione Lodge. En mai 2016, la série est officiellement commandée. Elle est diffusée depuis le 26 janvier 2017 sur le réseau The CW et aussi sur Netflix.

## Vie privée
Depuis 2004, elle est en couple avec le cinéaste sud-africain Taron Lexton. En 2006, ils annoncent officiellement leurs fiançailles après deux ans de vie commune. Le 13 avril 2008, ils se marient à Los Angeles après deux ans de fiançailles et quatre ans de vie commune[réf. nécessaire]. Le 30 septembre 2008, Marisol donne naissance à leur premier enfant, une petite fille prénommée Rain India Lexton. Mais fin 2018, l'actrice annonce avoir demandé le divorce, après 14 ans de vie commune, dont 10 ans de mariage.

## Filmographie

### Cinéma

#### Courts métrages
- 2001 : Laud Weiner de Philip Euling : Assistante de Laud.
- 2008 : Struck de Taron Lexton : Jamie.
- 2013 : The Program (SSR-7) de Ryan Hunter Phillips : Commander Montgomery.
- 2016 : Lost Girls de Julia Verdin : Romina.

#### Longs métrages
- 1997 : Bonjour les vacances : Viva Las Vegas (Vegas Vacation) de Stephen Kessler : Audrey Griswold
- 1997 : Scream 2 de Wes Craven : Dawnie
- 1998 : Big Party (Can't Hardly Wait) d'Harry Elfont et Deborah Kaplan : groupie
- 1998 : Le Prince de Sicile (Mafia!) de Jim Abrahams : Carla
- 1999 : The Sex Monster de Mike Binder : Lucia
- 1999 : Bowfinger, roi d'Hollywood (Bowfinger) de Frank Oz : jeune actrice à l'audition
- 2003 : The Road Home de Drew Johnson : Stephanie
- 2006 : Big Mamma 2 (Big Momma's House 2) de John Whitesell : Liliana Morales
- 2007 : Delta Farce de C. B. Harding : Maria Perez
- 2008 : Félon de Ric Roman Waugh : Laura Porter
- 2018 : Cucuy: The Boogeyman de Peter Sullivan : Rebecca Martin
- 2021 : Spirale : L'Héritage de Saw (Spiral: From the Book of the Saw) de Darren Lynn Bousman : Angie Garza
- 2022 : The Valet de Richard Wong : Isabel
- 2023 : Winter Spring Summer or Fall de Tiffany Paulsen : Carmen

### Télévision

#### Téléfilms
- 1997 : Amitié dangereuse (Friends 'Til The End) de Jack Bender : Alison
- 2000 : The Princess and the Barrio Boy de Tony Plana : Sirena Garcia
- 2001 : La Princesse et le Marine (The Princess and the Marine) de Mike Robe : Meriam Al-Khalifa
- 2004 : Homeland Security de Daniel Sackheim : Jane Fulbar
- 2020 : Un ange gardien pour Noël (Holly & Ivy) d'Erica Dunton : Nina
- 2023 : Tout ce que je veux pour Noël... C'est toi ! (We Wish You a Married Christmas) de Paul Ziller : Becca

#### Séries télévisées
- 1996 : Beverly Hills 90210 (saison 6, épisode 30 : Le Retour de Ray) : Wendy Stevens
- 1996 : My Guys (saison 1, épisode 01 : Pilot) : Angela
- 1996 : Un tandem de choc (Due South) (saison 2, épisode 12 : La Belle Rousse) : Melissa
- 1997 : Diagnostic : Meurtre (Diagnosis Murder) (saison 5, épisode 03 : Malibu en flamme) : Sally Tremont
- 1997 : Urgences (ER) (saison 3, épisode 15 : L'issue était fatale) : Angie
- 1998 : Cybill (saison 4, épisode 16 : Fine Is Not a Feeling) : Book Store Clerk
- 1999 : Incorrigible Cory (Boy Meets World) : Kelly
  - (saison 7, épisode 09 : The Honeymoon Is Over)
  - (saison 7, épisode 10 : Picket Fences)
- 1999 : Merci les filles (Odd Man Out) (saison 1, épisode 01 : Le Premier Club d'amies) : Lauren
- 2000 : Malcolm and Eddie (saison 4, épisode 16 : Swooped) : Kelly
- 2000 - 2002 : Resurrection Blvd. (53 épisodes) : Victoria Santiago
- 2002 : La Treizième Dimension (The Twilight Zone) (saison 1, épisode 18 : La Traque) : Sgt. Joanne Yarrow
- 2002 : Alias (saison 2, épisode 04: Eaux troubles) : Rebecca Martinez
- 2003 : Les Experts (CSI: Crime Scene Investigation) (saison 4, épisode 02 : Eau morte) : Jane, 911 Dispatcher
- 2003 : Division d'élite (The Division) (saison 3, épisode 04 : Meurtre en direct) : Rochelle
- 2003 : Nip/Tuck (saison 1, épisode 12 : Instinct paternel) : Antonia Ramos
- 2003 : New York, unité spéciale (saison 5, épisode 3 : Dangereuse thérapie) : A.D.A. Bettina Amador
- 2003 : Charmed (saison 6, épisode 10 : Le Phoenix) : Bianca
- 2003 : Friends (saison 9, épisode 19 : Celui qui piquait dans les hôtels) : Olivia
- 2005 : Blind Justice (13 épisodes) : Karen Bettancourt
- 2004 : Cold Case : Affaires classées (Cold Case) : Elisa
  - (saison 1, épisode 16 : L'Indic)
  - (saison 1, épisode 17 : L'Héritier)
  - (saison 1, épisode 20 : Cupidité)
  - (saison 1, épisode 22 : Le Plan)
  - (saison 1, épisode 23 : Premier amour)
- 2006 : Dernier Recours (In Justice) (12 épisodes) : Sonya Quintano
- 2007 : 24 heures chrono (24) (24 épisodes) : Nadia Yassir
- 2009 : La Tempête du siècle (The Sorm) : inspecteur Devon Williams
- 2009 : Life (saison 2, épisode 20 : Sans scrupules) : Whitney 'Plum' Paxman
- 2010 : The Gates (13 épisodes)
- 2011 : NCIS : Los Angeles (saison 2, épisode 06 : Une épouse trop parfaite) : Tracy Keller (Rosetti)
- 2012 : GCB (10 épisodes) : Heather Cruz
- 2012 : Private Practice (saison 6, épisode 07 : Le Monde selon Jake) : Lily
- 2014 : NCIS : Enquêtes spéciales (NCIS) : Agent spécial de l'ATF Zoe Keates
  - (saison 12, épisode 06 : Contrôle parental)
  - (saison 12, épisode 12 : L'Ennemi intérieur)
  - (saison 12, épisode 20 : No Good Deed)
- 2015 - 2016 : Teen Wolf (5 épisodes) : Corinne Hale / La louve du désert
- 2015 : Esprits Criminels : agent Natalie Colfax
  - (saison 11, épisode 02 : Un témoin très gênant)
  - (saison 11, épisode 15 : Souffle coupé)
- 2017- 2022 : Riverdale : Hermione Lodge

## Distinctions
Sauf indication contraire, les informations mentionnées dans cette section peuvent être confirmées par la base de données cinématographiques IMDb,  présente dans la section « Liens externes ».
| Année | Prix        | Catégorie                                                                                  | Nomination                | Résultat   |
| ----- | ----------- | ------------------------------------------------------------------------------------------ | ------------------------- | ---------- |
| 2008  | ALMA Awards | Meilleure actrice dans une série télévisée dramatique                                      | 24 heures chrono          | Nomination |
| 2007  | ALMA Awards | Meilleure actrice dans un second rôle - série télévisée, mini-série ou film télévisé       | 24 heures chrono          | Nomination |
| 2002  | ALMA Awards | Acteur / actrice exceptionnel dans un film ou série télévisée, mini-série ou film télévisé | La princesse et le marine | Nomination |